# Abby Dahlkemper
Abigail Lynn "Abby" Dahlkemper, född den 13 maj 1993 i Lancaster, Pennsylvania, är en amerikansk fotbollsspelare (försvarare) som spelar för Manchester City WFC och USA:s fotbollslandslag. Hon har tidigare representerat Western New York Flash och australiska Adelaide United. Dahlkemper var en del av det amerikanska landslag som spelade VM i Frankrike år 2019. Inför turneringen hade hon gjort 0 mål på 40 landskamper.
Hon är gift med Aaron Schoenfeld. Dessförinnan var hon tillsammans med den tysk-amerikanske basebollspelaren Max Kepler.